# 埴原月岬
埴原 月岬（はにわら げっこう、生没年不詳）とは、江戸時代後期の浮世絵師。

## 来歴
沼田月斎の門人。姓は埴原、俗称は宮内、後に次郎左衛門と改名した。月岬、三代目歌政と号す。275石取りの尾張藩士。青年期に城勤めの傍ら、月斎のもとで絵の修行をしていた。文化（1804年 - 1818年）から天保（1830年 - 1844年）頃に肉筆浮世絵を描き、美人画を得意とした。画風は、月斎よりもその師の牧墨僊や、月斎の兄弟弟子の森玉僊に似ている。画力は門人の中でも抜きん出ており、牧墨僊以来の画号「歌政」を譲られている。中年以降は藩士としての仕事に励み、かなりの出世を遂げたといわれる。また武道に優れ、特に騎射をよくした。慶応（1865年 - 1868年）年間に没したとされるが、詳細は不明。

## 作品
- 「美人舟遊図」 絹本着色 1幅 名古屋市美術館蔵[1]
- 「芸妓と禿図」 絹本着色